# آلانکاستریا
آلانکاستریا (نام علمی: Allancastria) نام یک سرده از تیره پروانه‌های دم‌چلچله‌ای است.

## گونه‌ها
این سرده شامل گونه‌های زیر است:
- Allancastria caucasica - (Lederer, 1864)[۳]
- حلقه‌گل شرقی - (Godart, 1824) Eastern Festoon
- Allancastria cretica - (Rebel, 1904)[۴]
- دم‌چلچله‌ای اردنی - (Oberthür, 1869)[۵]
- پروانه لرستانی (حشره) - (Le Cerf, 1908)[۶]